# Mölnesjön, Småland
Mölnesjön är en sjö i Gislaveds kommun i Småland och ingår i Nissans huvudavrinningsområde.